# Stromsburg
La ville de Stromsburg est située dans le comté de Polk, dans l’État du Nebraska, aux États-Unis. Sa population s’élevait à 1 232 habitants lors du recensement de 2000.
La localité a été fondée par des immigrants suédois. D’où son surnom de « capitale suédoise du Nebraska ».

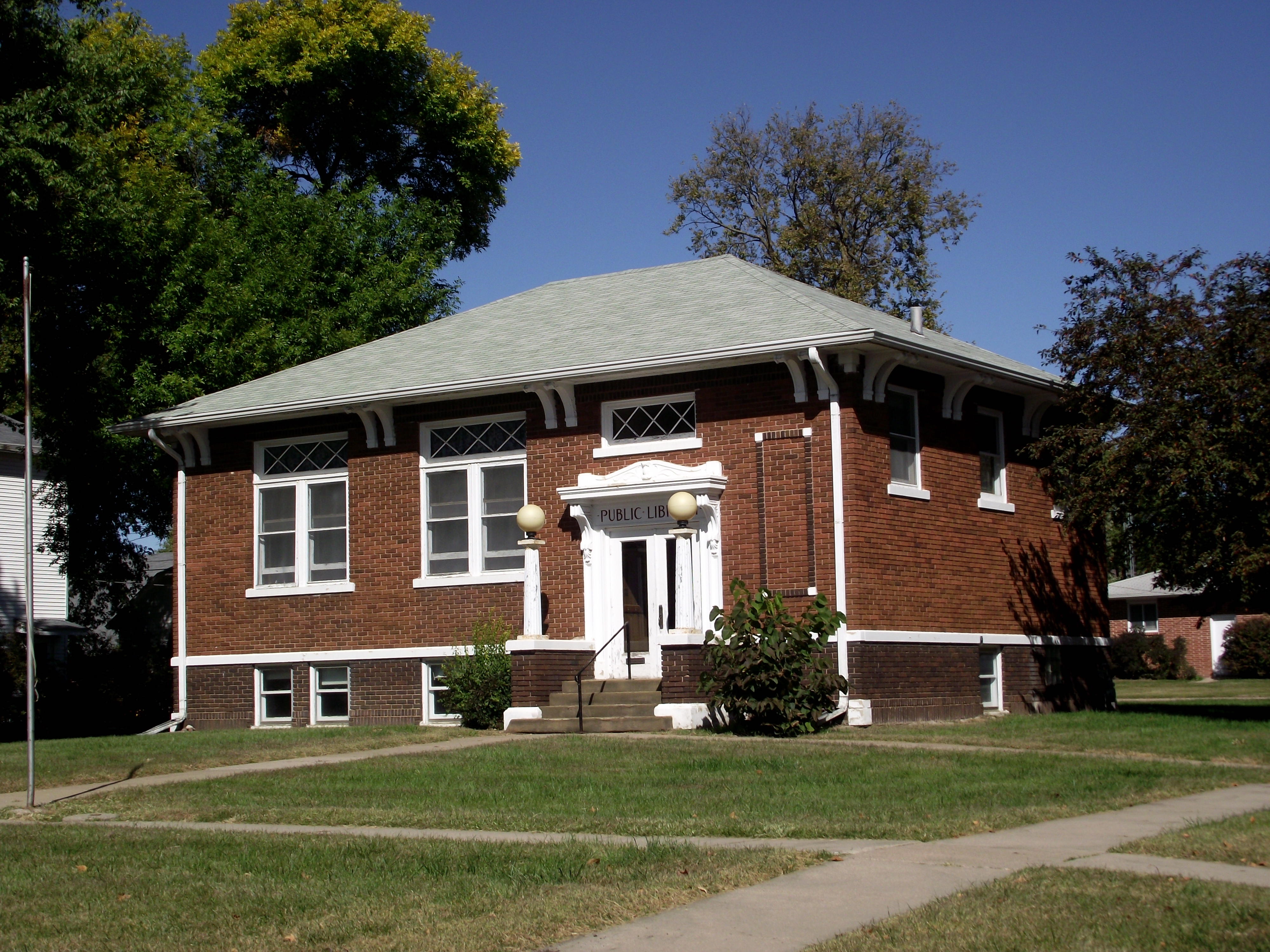
Bibliothèque de Stromsburg

## Source
- (en) Cet article est partiellement ou en totalité issu de l’article de Wikipédia en anglais intitulé « Stromsburg, Nebraska » (voir la liste des auteurs).